# Dalí·Joies
Dalí-Joies és una exposició de joies dissenyades per Salvador Dalí entre els anys 1941 i 1970, i que es poden veure al Teatre-Museu Dalí de Figueres. És gestionada per la Fundació Gala-Salvador Dalí.
L'exposició inclou les trenta-set joies d'or i pedres precioses de la col·lecció Owen Cheatham, dues joies realitzades posteriorment i els vint-i-set dibuixos i pintures sobre paper que Salvador Dalí va realitzar per dissenyar les joies.
La història d'aquestes joies va començar el 1941, any que el milionari nord-americà Cummings Caterwoold va adquirir les primeres 22. Salvador Dalí dissenyava les peces sobre paper, amb tota mena de detalls i una gran precisió de formes, materials i colors, i la confecció es feia a Nova York, sota l'atenta supervisió de l'artista, als tallers de l'orfebre d'origen argentí Carlos Alemany. El 1958, les joies foren adquirides per The Owen Cheatham Foundation, una prestigiosa fundació nord-americana creada el 1934 que cedia la col·lecció de joies perquè diverses entitats benèfiques, educatives i culturals recaptessin fons amb l'exposició, i finalment van ser dipositades al Virginia Museum of Fine Arts de Richmond. La col·lecció de joies es va exposar temporalment al Teatre-Museu Dalí de Figueres durant els mesos d'agost i setembre de 1973, un any abans de la inauguració del Museu. L'any 1981 fou adquirida per un multimilionari saudita i, posteriorment, per tres entitats japoneses, la darrera de les quals és la que en va formalitzar la venda a la Fundació Gala-Salvador Dalí.
Totes les peces de la col·lecció són exemplars únics, i la combinació de materials, dimensions i formes concebuda per Salvador Dalí la converteixen en un conjunt irrepetible en el qual l'artista va saber plasmar amb una mestria excepcional la riquesa de la seva singular iconografia. Or, platí, pedres precioses (diamants, robins, maragdes, safirs, aiguamarines, topazis, etc.), perles, coralls i altres materials nobles es combinen per donar forma a cors, llavis, ulls, formes vegetals i animals, símbols religiosos i mitològics i formes antropomorfes.
A més de concebre les formes de les joies, Salvador Dalí també va seleccionar personalment cadascun dels materials utilitzats, i ho va fer no només en funció dels colors o del valor, sinó també per la significació i les connotacions simbòliques atribuïdes a les pedres precioses i als metalls nobles.
Algunes de les joies que integren aquesta col·lecció: L'ull del temps (1949), El cor reial (1953) o L'elefant de l'espai (1961).